# Love Letters (film fra 1924)
Love Letters er en amerikansk stumfilm fra 1924 af David Soloman.

## Medvirkende
- Shirley Mason som Evelyn Jefferson
- Gordon Edwards som Jimmy Stanton
- Alma Francis som Julia Crossland
- John Miljan som Thomas Chadwick
- William Irving som Don Crossland